# Купфер, Уильям Френсис
Уильям Френсис Купфер (англ. William Francis Kupfer, 28 января 1909 год, Нью-Йорк, США — 2 января 1998 год, Тайчжун, Китайская Республика) — католический прелат, первый епископ Тайчжуна с 16 апреля 1962 года по 25 июня 1998 год, член миссионерской организации «Американское католическое миссионерское общество».

## Биография
В 1928 году вступил в католическую миссионерскую организацию «Американское католическое миссионерское общество». 11 июня 1933 года Уильям Френсис Купфер был рукоположён в священника.
26 января 1951 года Святой Престол его префектом апостольской префектуры Тайчжуна. 16 апреля 1962 года Римский папа Иоанн XXIII назначил Уильяма Френсиса Купфера епископом Тайчжуна. 25 июля 1962 года состоялось рукоположение Уильяма Френсиса Купфера в епископа, которое совершил генеральный супериор Американского католического миссионерского общества епископ Джон Уильям Комбер в сослужении с епископом Бриджпорта Уолтером Уильямом Картисом и вспомогательным епископом архиепархии Нью-Йорка и титулярным епископом Антифры Джоном Джозефом Магейром.
Участвовал в работе I, II, III и IV сессиях II Ватиканского собора.
25 июня 1986 года вышел в отставку. Скончался 2 января 1998 года в Тайчжуне.